# قفل مفصل
قفل مفصل به گروهی از فنون رزمی گفته می‌شود که در آن مفصل حریف گرفته و به صورتی حرکت داده می‌شود که به حداقل دامنهٔ حرکتیِ ممکنِ خود برسد و به‌این‌صورت حریف بر اثر درد شدید، ناچار به تسلیم شود.
فنون قفل مفصل در جودو با نام «کانستسو وازا» و در هنرهای رزمی چینی با نام «چین نا» شناخته می‌شوند. در مسابقات جودو، اجرای فنون قفل مفصل همراه با پرتاب کردن، به‌دلیل احتمال بالای مصدومیت حریف، ممنوع است، اما در رشته‌هایی چون جوجیتسو کشتی آزاد، آیکیدو و هاپکیدو این نوع تکنیک‌ها مجاز است.